# سكوت غودوين
سكوت غودوين (بالإنجليزية: Scott Goodwin)‏ هو لاعب كرة قدم أمريكي، ولد في 1 نوفمبر 1990 في رالي في الولايات المتحدة. لعب مع لويسفيل سيتي ونادي شمال كارولاينا.

## وصلات خارجية
- سكوت غودوين على موقع قاعدة بيانات كرة القدم.إي يو (الإنجليزية)